# David Kakabadze

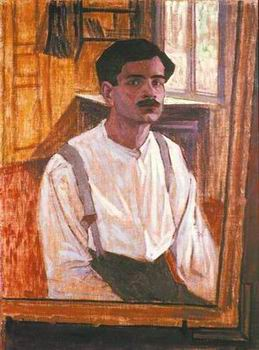
Autorretrato en el espejo 1913

David Kakabadze (en georgiano:დავით კაკაბაძე, Kuji, Imericia, Imperio Ruso, 20 de agosto de 1889-Tiflis, URSS, 10 de mayo de 1952) fue un pintor vanguardista, grafista, escenógrafo y fotógrafo georgiano. 
Erudito artístico, fue innovador en el campo de la cinematografía, sus obras combinan la interpretación innovadora del arte moderno europeo y la tradición nacional georgiana.

## Biografía
Provenía de una familia campesina del oeste de Georgia y gracias a que filántropos locales sufragaron su formación, estudió en la facultad de física y matemáticas de la Universidad de San Petersburgo, donde se diplomó en 1916, y paralelamente pintura en el taller de Lev Dmitriev-Kavkazski.
Tras un breve periodo como profesor en Tiflis, se instaló en París donde se interesó por el modernismo. Su pintura evoluciona del fauvismo al cubismo y la abstracción; en sus primeros cuadros, plasmaba paisajes naturales de su región natal, en París se decanta por la "pintura sin tema" trabajando técnicas pinturales simultaneadas con materiales de sustitución pictórica como el metal o el vidrio para orientarse luego a un arte más extremo interesándose también por la cinética.
En 1926, expuso en Nueva York y en 1927 regresó a Tiflis, donde retomó sus cuadros paisajísticos ya no solo naturales, sino también industriales. Decoró varios edificios como el Teatro de ópera y ballet de Tiflis e impartió clases en la Academia de Bellas Artes de Tiflis.